# Тайны острова Рок
Тайны острова Рок (англ. Rock Island Mysteries) (первоначально анонсировалось как Остров Тейлора (Taylor’s Island)) — австралийское комедийное телешоу для детей и подростков, премьера которого состоялась на 10 Shake 2 мая 2022 года, а на следующий день — на Nickelodeon. Телешоу рассказывает о приключениях 14-летней Тейлор и её друзей, которые исследуют секреты прекрасного и таинственного острова Рок. Тейлор очарована исчезновением своего дяди Чарли и полна решимости выяснить, что с ним случилось, в то время как группа в каждом эпизоде раскрывает новую тайну.

## Производство
Сериал из 20 частей был снят на Голд-Косте и Порт-Дугласе, Квинсленд, в 2021 году и является производством FremantleMedia Australia для 10 Shake и Nickelodeon.
Сериал был создан Мэтью Куком, Винсентом Лундом и Майклом Фордом. Сценарий был написан продюсером Стивеном Ваггом при участии сценаристов Сэма Кэрролла, Аликс Бин, Дэвида Ханнэма, Марисы Натан, Наташи Сомасундарам, Трента Робертса, Джессики Брукман и Ханны Сэмюэл.

## В ролях
- Алекса Кертис в роли Тэйлор Янг
- Ноа Акхайбэ в роли Нори Харлоу
- Инесса Тан в роли Мэйши Рай
- Райан Йетс в роли Элис Грауч
- Изелла Коннелли в роли Лили Грэй, сводной сестры Тэйлор
- Кимберли Джозеф в роли Эмили Янг, мамы Тэйлор
- Крейг Хорнер в роли Санни Грэя, отчима Тэйлор
- Монетт Ли в роли Джульяна Рай
- Аннабелл Стивенсон в роли Рэкуел Ньюмана
- Лукас Линехан в роли Дяди Чарли

## Список серий

### Первый сезон (2022)
| № | Название                   | Премьера в Австралии | Премьера в СНГ  | Произв. код |
| --- | -------------------------- | -------------------- | --------------- | ----------- |
| 1 | «С днём рождения, Тэйлор!» | 2 мая 2022           | 17 октября 2022 | 101         |
| На четырнадцатилетие Тэйлор получает запертый сундучок от дяди Чарли, который пропал пять лет назад! Услышав странное тиканье, Тэйлор и её друзья понимают, что, если они не придумают, как его открыть, содержимое сундучка будет уничтожено.   |                            |                      |                 |             |
| 2 | «Королева Бермуд»          | 3 мая 2022           | 18 октября 2022 | 102         |
| Тэйлор и её друзья находят загадочный символ, который приводит их к новым удивительным открытиям по всему острову! При этом им необходимо сохранить в целости праздничный торт и отделаться от коварной Ракель из Южного отдела.                 |                            |                      |                 |             |
| 3 | «Сюрприз в воде»           | 4 мая 2022           | 19 октября 2022 | 103         |
| Ребята встречают старого друга дяди Чарли, который остается вечно юным, благодаря воде из фонтана молодости! К несчастью, Миша случайно выпивает целую бутылку и становится ребёнком. Теперь Тэйлор и её друзья срочно должны найти антидот!     |                            |                      |                 |             |
| 4 | «Кто эта девушка?»         | 5 мая 2022           | 20 октября 2022 | 104         |
| Друзья встречают потерявшую память девушку со старой шпионской камерой в сумочке. Неужели она шпионка из 1950-х? И почему её разыскивает Ракель? Ребята пытаются помочь загадочной девушке впомнить, кто она, и выяснить, чего хочет Ракель.     |                            |                      |                 |             |
| 5 | «Сигнал бедствия»          | 6 мая 2022           | 21 октября 2022 | 105         |
| Тэйлор и её друзья получают сигнал бедствия от самих себя... из будущего... Пока они пытаются выяснить, откуда пришло сообщение, Эллис остаётся один и решает, что он попал во времена Второй Мировой войны.                                     |                            |                      |                 |             |
| 6 | «История о двух Тэйлор»    | 9 мая 2022           | 24 октября 2022 | 106         |
| Ребята ненароком создают безбашенную копию Тэйлор! И пока новая Тэйлор убегает вместе с Нори, Мишей и Лайлой навстречу приключениям, настоящая Тэйлор и Эллис пытаются выяснить, как обратить процесс клонирования вспять.                       |                            |                      |                 |             |
| 7 | «Тень»                     | 10 мая 2022          | 25 октября 2022 | 107         |
| После того, как Тэйлор случайно касается упавшего в джунглях метеорита, её тень отделяется от тела и приводит их в секретный Южный отдел института. Однако там Тэйлор, Нори и Эллис попадают в ловушку, и только Лайла и Миша могут их спасти!   |                            |                      |                 |             |
| 8 | «Ураган Джона»             | 11 мая 2022          | 26 октября 2022 | 108         |
| Ужасный ураган мешает проведению матча по крикету и уносит в неизвестном направлении дневник дяди Чарли. Тэйлор, Нори и Эллис отправляются на его поиски, но находят лишь жуткий старый дом, который уже пятьдесят лет хранит в себе одну тайну. |                            |                      |                 |             |
| 9 | «Послание в бутылке»       | 12 мая 2022          | 27 октября 2022 | 109         |
| Тэйлор находит бутылку со старым мобильником дяди Чарли, и друзья отправляются на окруженный зловещим туманом остров, который связан с пиратскими корнями семьи Миши.                                                                            |                            |                      |                 |             |
| 10 | «Морская ракушка»          | 13 мая 2022          | 28 октября 2022 | 110         |
| 11 | «Карта Сокровищ»           | 16 мая 2022          | 31 октября 2022 | 111         |
| Тэйлор встречает золотоискателя с половиной карты сокровищ острова Рок. Так как в своём дневнике дядя Чарли строго-настрого запретил трогать золото острова, Тэйлор хочет предотвратить беду, но её планы портит рой агрессивных пчёл.           |                            |                      |                 |             |
| 12 | «Сон Тэйлор»               | 17 мая 2022          | 1 ноября 2022   | 112         |
| Ребята оказываются в параллельной реальности, в которой дядя Чарли никогда не пропадал! Но вскоре они понимают, что их присутствие влияет на остров, и чтобы спасти его, им нужно вернуться в свою реальность.                                   |                            |                      |                 |             |
| 13 | «Свидание с Атлантидой»    | 18 мая 2022          | 2 ноября 2022   | 113         |
| Землетрясение на острове Рок открывает таинственный портал к исчезнувшей цивилизации Атлантиды! К несчастью, Ракель находит его прежде ребят, и дело осложняется появлением таинственной девочки, которая приглашает Эллиса на свидание.         |                            |                      |                 |             |
| 14 | «Тайна забытой тайны»      | 19 мая 2022          | 3 ноября 2022   | 114         |
| Тэйлор и её друзья должны спасти остров от древнего осколка стекла, который стирает у всех память. Но смогут ли они вспомнить, что остров нужно спасти? И, что ещё важнее, не забудут ли они про день рождения Лайлы?                            |                            |                      |                 |             |
| 15 | «Загадка из прошлого»      | 20 мая 2022          | 4 ноября 2022   | 115         |
| Когда в доме Тэйлор внезапно появляются юные версии её мамы и дяди Чарли, ребятам нужно выяснить, как вернуть их в прошлое, пока баланс времени не нарушился, и Тэйлор не исчезла в настоящем.                                                   |                            |                      |                 |             |
| 16 | «День Осминога»            | 23 мая 2022          | 7 ноября 2022   | 116         |
| На острове Рок начинается Фестиваль Осьминога, но самого осьминога нигде не видать. Чтобы спасти фестиваль, Тэйлор и Нори отправляются на его поиски, пока Лайла пытается в последнюю минуту придумать танец для выступления на фестивале        |                            |                      |                 |             |
| 17 | «Вонючее растение»         | 24 мая 2022          | 8 ноября 2022   | 117         |
| Тэйлор и её друзья должны спасти очень редкое и вонючее растение из лап техно-миллионера, чтобы использовать его в качестве источника энергии. Тем временем любовь Лайлы к кошкам неожиданно приносит пользу.                                    |                            |                      |                 |             |
| 18 | «Обмен мозгами»            | 25 мая 2022          | 9 ноября 2022   | 118         |
| На научной ярмарке Эллис и Тэйлор находят программу, из-за которой они меняются мозгами! Чтобы вернуть всё, как было, им придётся решить загадку в программе... и даже нырнуть в аквариум с акулами...                                           |                            |                      |                 |             |
| 19 | «Небесные огоньки»         | 26 мая 2022          | 10 ноября 2022  | 119         |
| Из-за редкого явления небесных огоньков бабушка Мишы, Джиллиан, теряется где-то в джунглях. Тэйлор, Нори и Миша должны найти её и сразиться с огоньками, пока Эллис и Лайла пытаются управиться с делами в Молочной Хижине.                      |                            |                      |                 |             |
| 20 | «Тайна Ракель»             | 27 мая 2022          | 11 ноября 2022  | 120         |
| Институт закрывается, и Тэйлор с Лайлой вынуждены уехать с острова! Во время последнего приключения им удаётся пробраться в Южный отдел, где их ловит Ракель. К своему удивлению, ребята узнают, что она хочет помочь им найти дядю Чарли!       |                            |                      |                 |             |